# Tithorea egaënsis
Tithorea egaënsis är en fjärilsart som beskrevs av Butler 1871. Tithorea egaënsis ingår i släktet Tithorea och familjen praktfjärilar. Inga underarter finns listade i Catalogue of Life.